# Čeferin
Čeferin je priimek v Sloveniji, ki ga je po podatkih Statističnega urada Republike Slovenije na dan 1. januarja 2010 uporabljalo 55 oseb in je med vsemi priimki po pogostosti uporabe uvrščen na 7.019. mesto.

## Znani nosilci priimka
- Aleksander Čeferin (*1967), pravnik, odvetnik in nogometni funkcionar (preds. UEFA)
- Aleksandra Čeferin (r. Vadnjal) (*1932),  pedagoginja in izseljenska delavka v Avstraliji
- Barbara Čeferin (r. Sršen) (*1968), fotografinja, galeristka
- Bernard Čeferin (1628—1679), jezuit, misijonar in nabožni pisec
- Emil Čeferin (1912—1997), pravnik, strokovnjak za zadružništvo, prof.
- Hana Čeferin (*1995), umetnostna zgodovinarka, kuratorka
- Jakob Čeferin, policist in veteran vojne za Slovenijo
- Josip (Jožef) Čeferin, podobar (kipar) (19. stol.)
- Katjuša Čeferin (*1966), pravnica, višja državna tožilka
- Luka Čeferin (1805—1859), slikar in podobar
- Peter Čeferin (*1938), pravnik, odvetnik, publicist, pisatelj
- Petra Čeferin (*1969), arhitektka, doktorica arhitekture in filozofije, prof. FA
- Robert Čeferin - "Čefe", jamar
- Rok Čeferin (*1964), pravnik, odvetnik, ustavni sodnik